# 벤디타 멘티라
《벤디타 멘티라》(스페인어: Bendita mentira)은 1996년 방영된 멕시코의 텔레노벨라이다.